# Bibio imparilis
Bibio imparilis är en tvåvingeart som beskrevs av Hardy 1959. Bibio imparilis ingår i släktet Bibio och familjen hårmyggor.
Artens utbredningsområde är Kalifornien. Inga underarter finns listade i Catalogue of Life.